# Île aux Skuas
L'île aux Skuas est une île française de l'archipel des Kerguelen située au fond du Golfe des Baleiniers dans le prolongement de la presqu'île Carnot et au nord de la presqu'île Bouquet de la Grye.